# Tour d'Italie 2006
Le Tour d'Italie 2006 commence le samedi 6 mai 2006 par un prologue de 6 km dans la ville de Seraing en Belgique. C'est la 89e édition du Giro depuis le début de l'épreuve en 1909. Il est remporté par l'Italien Ivan Basso, qui sera suspendu pour dopage en 2007.
Les coureurs ont d'abord disputé trois étapes à travers la Belgique.
Huit étapes de montagne sont au programme pour les coureurs et peu d'étapes favorables pour Petacchi et McEwen.
Ce Tour d'Italie restera marqué par la grosse avance de Ivan Basso sur son dauphin José Enrique Gutiérrez deuxième au classement général à 9 minutes et 18 secondes.
Donné comme favori au départ, l'Italien Danilo Di Luca termine à une décevante 23e place à plus de 58 minutes.
Néanmoins les autres favoris parmi lesquels Gilberto Simoni, Damiano Cunego ainsi que Paolo Savoldelli figurent respectivement à la 3e, 4e et 5e. Ils ont été « dépassés » par le surprenant Espagnol de la Phonak José Enrique Gutiérrez qui termine ainsi 2e du classement général alors que son meilleur résultat dans un grand tour était une 25e place.

## Présentation

### Règlement de la course

#### Règlement du classement général
Le classement général, dont le leader porte le maillot rose, s'établit en additionnant les temps réalisés à chaque étape, puis en ôtant d'éventuelles bonifications (20, 12 et 8 s à l'arrivée des étapes en ligne et 6, 4 et 2 s à chaque sprint intermédiaire). En cas d'égalité, les critères de départage, dans l'ordre, sont : centièmes de seconde enregistrés lors des contre-la-montre, addition des places obtenues lors de chaque étape, place obtenue lors de la dernière étape.

#### Règlement du classement par points
À l'issue de chaque étape le leader du classement par points porte le maillot cyclamen. Le classement par points est établi en fonction du barème suivant :
- à l'arrivée de chaque étape : 25 points, 20, 16, 14, 12, 10, 9, 8, 7, 6, 5, 4, 3, 2 et 1 points pour les 15 premiers coureurs classés ;
- à l'arrivée de chaque sprint intermédiaire 110 Gazzetta : 8 points, 6, 4, 3, 2 et 1 points pour les 6 premiers coureurs classés.

En cas d'égalité de points au classement général, les coureurs sont départagés par le nombre de victoires d'étape, puis par le nombre de victoires dans les sprints intermédiaires comptant pour le classement général par points, et enfin par le classement général individuel au temps en cas d'égalité absolue. Pour être déclaré vainqueur du classement par points, le coureur se doit de terminer le Tour d'Italie.

### Equipes
Le Tour d'Italie figurant au calendrier du ProTour, les 20 UCI Proteams sont présentes, auxquelles il faut ajouter deux équipes continentales invitées.
| ProTeams (20)- AG2R Prévoyance - Bouygues Télécom - Caisse d'Épargne-Illes Balears - Cofidis-Le Crédit par Téléphone - Crédit agricole - Davitamon-Lotto - Discovery Channel - Euskaltel-Euskadi - La Française des jeux - Lampre-Fondital - Liberty Seguros-Würth - Liquigas - Phonak Hearing Systems - Quick Step-Innergetic - Rabobank - Saunier Duval-Prodir - CSC - Gerolsteiner - Team Milram - T-Mobile Équipes continentales professionnelles (2)- Ceramica Panaria-Navigare - Selle Italia-Serramenti Diquigiovanni |
| |

## Récit de la course

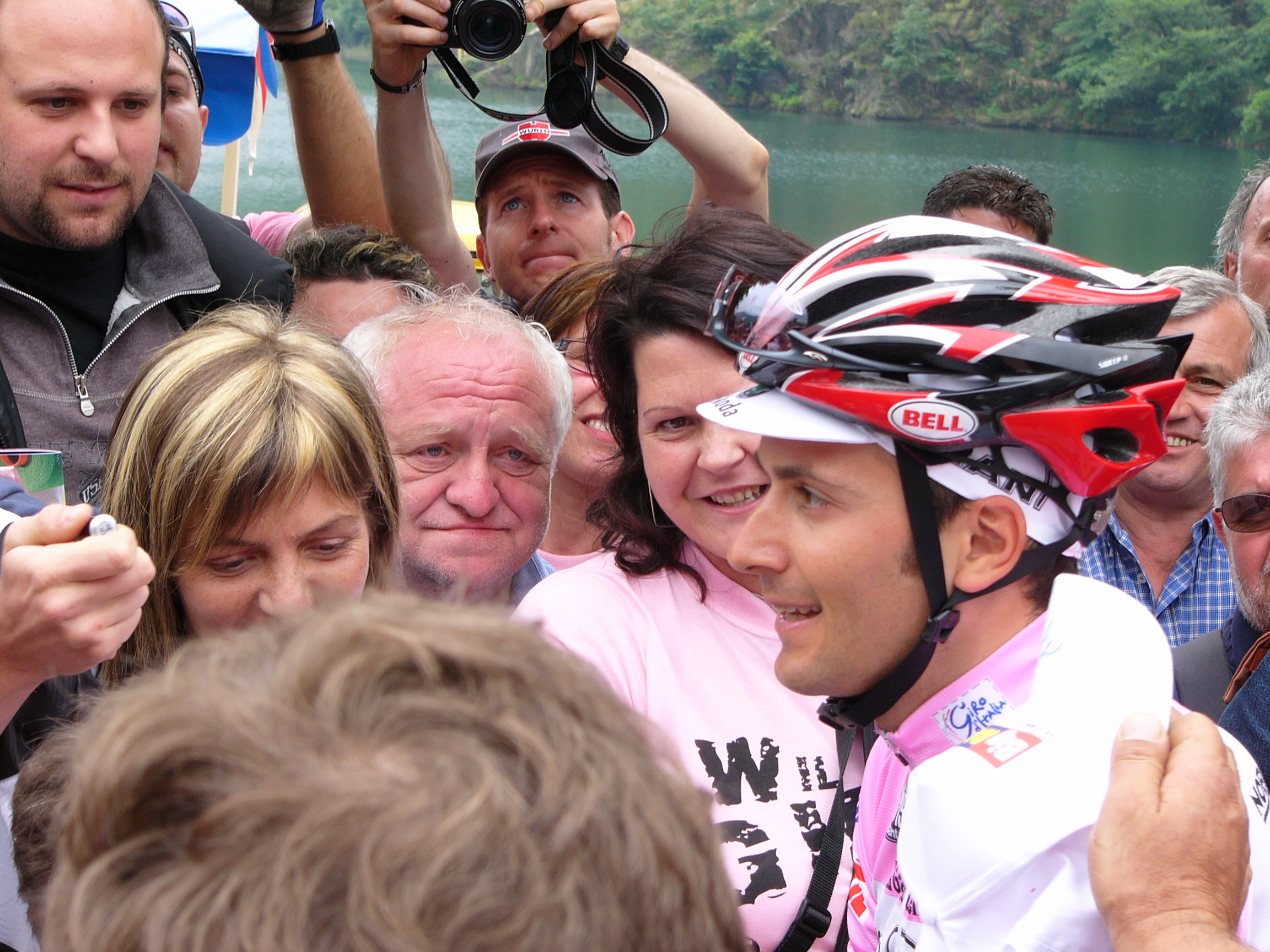
Ivan Basso en rose

L'Italien Paolo Savoldelli domine le prologue en surclassant la belle performance de Bradley McGee, longtemps annoncé comme vainqueur. Les autres étapes belges sont plutôt favorables aux sprinteurs et à Robbie McEwen qui remportera en tout trois victoires sur ce Giro. Néanmoins c'est Stefan Schumacher qui restera le grand bénéficiaire de ce début de Tour hors du pays, puisque c'est lui qui portera le maillot lors de la première étape italienne. Après deux jours en rose, l'Allemand est victime du contre la montre par équipe qui verra la victoire du Team CSC, une seconde devant la T-Mobile, qui ne perd pas tout dans l'affaire puisque Serhiy Honchar prend la tête de la course.
Le début de l'emprise Ivan Basso débute le 14 mai lors de la 8e étape qu'il remporte brillamment. Les Alpes ne suffiront pas à le déstabiliser, au contraire puisqu'il ne cesse d'accroître son avance sur ses adversaires. Paolo Savoldelli et Damiano Cunego craquent chacun leur tour, de même que Gilberto Simoni, et leur regain de forme en troisième semaine n'est que trop tardif. À l'inverse José Enrique Gutiérrez tient bon durant les deux premières semaines, mais ne peut que subir une telle suprématie qui se conclura en apothéose à Aprica lors de la 20e étape de quoi fêter de la plus belle des manières la naissance de son fils…

## Étapes
| Étape     | Date   | Villes étapes                                | type                        | Distance (km) | Vainqueur d'étape      | Leader du classement général |
| --------- | ------ | -------------------------------------------- | --------------------------- | ------------- | ---------------------- | ---------------------------- |
| 1re étape | 6 mai  | Seraing – Seraing                            | contre-la-montre individuel | 6,2           | Paolo Savoldelli       | Paolo Savoldelli             |
| 2e étape  | 7 mai  | Mons – Charleroi                             | étape de plaine             | 203           | Robbie McEwen          | Paolo Savoldelli             |
| 3e étape  | 8 mai  | Perwez – Namur                               | étape vallonnée             | 202           | Stefan Schumacher      | Stefan Schumacher            |
| 4e étape  | 9 mai  | Wanze – Hotton                               | étape de plaine             | 182           | Robbie McEwen          | Stefan Schumacher            |
|           | 10 mai | Jour de repos                                | Jour de repos               |               |                        |                              |
| 5e étape  | 11 mai | Plaisance – Crémone                          | contre-la-montre individuel | 38            | CSC                    | Serhiy Honchar               |
| 6e étape  | 12 mai | Busseto – Forlì                              | étape de plaine             | 223           | Robbie McEwen          | Olaf Pollack                 |
| 7e étape  | 13 mai | Cesena – Saltara                             | étape de moyenne montagne   | 236           | Rik Verbrugghe         | Serhiy Honchar               |
| 8e étape  | 14 mai | Civitanova Marche – Passolanciano-Maielletta | étape de moyenne montagne   | 171           | Ivan Basso             | Ivan Basso                   |
| 9e étape  | 15 mai | Francavilla al Mare – Termoli                | étape de plaine             | 127           | Tomas Vaitkus          | Ivan Basso                   |
| 10e étape | 16 mai | Termoli – Peschici                           | étape vallonnée             | 190           | Franco Pellizotti      | Ivan Basso                   |
|           | 17 mai | Jour de repos                                | Jour de repos               |               |                        |                              |
| 11e étape | 18 mai | Pontedera – Pontedera                        | contre-la-montre individuel | 50            | Jan Ullrich Ivan Basso | Ivan Basso                   |
| 12e étape | 19 mai | Livourne – Sestri Levante                    | étape vallonnée             | 165           | Joan Horrach           | Ivan Basso                   |
| 13e étape | 20 mai | Alexandrie – La Thuile                       | étape de moyenne montagne   | 216           | Leonardo Piepoli       | Ivan Basso                   |
| 14e étape | 21 mai | Aoste – Domodossola                          | étape de montagne           | 224           | Luis Felipe Laverde    | Ivan Basso                   |
| 15e étape | 22 mai | Mergozzo – Brescia                           | étape de plaine             | 182           | Paolo Bettini          | Ivan Basso                   |
| 16e étape | 23 mai | Rovato – Monte Bondone                       | étape de moyenne montagne   | 173           | Ivan Basso             | Ivan Basso                   |
| 17e étape | 24 mai | Termeno sulla Strada del Vino – col Furcia   | étape de montagne           | 121           | Leonardo Piepoli       | Ivan Basso                   |
| 18e étape | 25 mai | Sillian – Gemona del Friuli                  | étape vallonnée             | 227           | Stefan Schumacher      | Ivan Basso                   |
| 19e étape | 26 mai | Pordenone – col de San Pellegrino            | étape de montagne           | 220           | Juan Manuel Gárate     | Ivan Basso                   |
| 20e étape | 27 mai | Trente – Aprica                              | étape de montagne           | 212           | Ivan Basso             | Ivan Basso                   |
| 21e étape | 28 mai | Madonna del Ghisallo – Milan                 | étape de plaine             | 140           | Robert Förster         | Ivan Basso                   |

## Classements finals

### Classement général final
| \| Classement général \| Classement général \| Classement général \| Classement général \| Classement général \| \| Coureur \| Coureur \| Pays \| Équipe \| Temps \| \| ------------------ \| ---------------------- \| ------------------ \| ------------------------------- \| ------------------ \| \| 1er \| Ivan Basso \| Italie \| CSC \| 91 h 33 min 36 s \| \| 2e \| José Enrique Gutiérrez \| Espagne \| Phonak Hearing Systems \| + 9 min 18 s \| \| 3e \| Gilberto Simoni \| Italie \| Saunier Duval-Prodir \| + 11 min 59 s \| \| 4e \| Damiano Cunego \| Italie \| Lampre-Fondital \| + 18 min 16 s \| \| 5e \| Paolo Savoldelli \| Italie \| Discovery Channel \| + 19 min 22 s \| \| 6e \| Sandy Casar \| France \| La Française des jeux \| + 23 min 53 s \| \| 7e \| Juan Manuel Gárate \| Espagne \| Quick Step-Innergetic \| + 24 min 26 s \| \| 8e \| Franco Pellizotti \| Italie \| Liquigas \| + 25 min 57 s \| \| 9e \| Víctor Hugo Peña \| Colombie \| Phonak Hearing Systems \| + 26 min 27 s \| \| 10e \| Patxi Vila \| Espagne \| Lampre-Fondital \| + 27 min 34 s \| \| 11e \| Leonardo Piepoli \| Italie \| Saunier Duval-Prodir \| + 28 min 00 s \| \| 12e \| Giampaolo Caruso \| Italie \| Liberty Seguros-Würth \| + 28 min 17 s \| \| 13e \| José Luis Rubiera \| Espagne \| Discovery Channel \| + 28 min 30 s \| \| 14e \| Patrice Halgand \| France \| Crédit Agricole \| + 35 min 15 s \| \| 15e \| Paolo Tiralongo \| Italie \| Lampre-Fondital \| + 40 min 16 s \| \| 16e \| Iván Parra \| Colombie \| Cofidis-Le Crédit par Téléphone \| + 46 min 56 s \| \| 17e \| Wim Van Huffel \| Belgique \| Davitamon-Lotto \| + 48 min 25 s \| \| 18e \| Unai Osa \| Espagne \| Liberty Seguros-Würth \| + 48 min 52 s \| \| 19e \| Sylwester Szmyd \| Pologne \| Lampre-Fondital \| + 49 min 47 s \| \| 20e \| Luca Mazzanti \| Italie \| Ceramica Panaria-Navigare \| + 50 min 03 s \| \| 21e \| Sergio Ghisalberti \| Italie \| Team Milram \| + 53 min 31 s \| \| 22e \| Manuel Beltrán \| Espagne \| Discovery Channel \| + 54 min 23 s \| \| 23e \| Danilo Di Luca \| Italie \| Liquigas \| + 58 min 50 s \| \| 24e \| José Iván Gutiérrez \| Espagne \| Caisse d'Épargne-Illes Balears \| + 1 h 00 min 11 s \| \| 25e \| Marzio Bruseghin \| Italie \| Lampre-Fondital \| + 1 h 00 min 51 s \| |                        |          |                                 |                   |
| |                        |          |                                 |                   |
| Source : ProCyclingStats |                        |          |                                 |                   |
| Classement général |                        |          |                                 |                   |
| Coureur | Coureur                | Pays     | Équipe                          | Temps             |
| 1er | Ivan Basso             | Italie   | CSC                             | 91 h 33 min 36 s  |
| 2e | José Enrique Gutiérrez | Espagne  | Phonak Hearing Systems          | + 9 min 18 s      |
| 3e | Gilberto Simoni        | Italie   | Saunier Duval-Prodir            | + 11 min 59 s     |
| 4e | Damiano Cunego         | Italie   | Lampre-Fondital                 | + 18 min 16 s     |
| 5e | Paolo Savoldelli       | Italie   | Discovery Channel               | + 19 min 22 s     |
| 6e | Sandy Casar            | France   | La Française des jeux           | + 23 min 53 s     |
| 7e | Juan Manuel Gárate     | Espagne  | Quick Step-Innergetic           | + 24 min 26 s     |
| 8e | Franco Pellizotti      | Italie   | Liquigas                        | + 25 min 57 s     |
| 9e | Víctor Hugo Peña       | Colombie | Phonak Hearing Systems          | + 26 min 27 s     |
| 10e | Patxi Vila             | Espagne  | Lampre-Fondital                 | + 27 min 34 s     |
| 11e | Leonardo Piepoli       | Italie   | Saunier Duval-Prodir            | + 28 min 00 s     |
| 12e | Giampaolo Caruso       | Italie   | Liberty Seguros-Würth           | + 28 min 17 s     |
| 13e | José Luis Rubiera      | Espagne  | Discovery Channel               | + 28 min 30 s     |
| 14e | Patrice Halgand        | France   | Crédit Agricole                 | + 35 min 15 s     |
| 15e | Paolo Tiralongo        | Italie   | Lampre-Fondital                 | + 40 min 16 s     |
| 16e | Iván Parra             | Colombie | Cofidis-Le Crédit par Téléphone | + 46 min 56 s     |
| 17e | Wim Van Huffel         | Belgique | Davitamon-Lotto                 | + 48 min 25 s     |
| 18e | Unai Osa               | Espagne  | Liberty Seguros-Würth           | + 48 min 52 s     |
| 19e | Sylwester Szmyd        | Pologne  | Lampre-Fondital                 | + 49 min 47 s     |
| 20e | Luca Mazzanti          | Italie   | Ceramica Panaria-Navigare       | + 50 min 03 s     |
| 21e | Sergio Ghisalberti     | Italie   | Team Milram                     | + 53 min 31 s     |
| 22e | Manuel Beltrán         | Espagne  | Discovery Channel               | + 54 min 23 s     |
| 23e | Danilo Di Luca         | Italie   | Liquigas                        | + 58 min 50 s     |
| 24e | José Iván Gutiérrez    | Espagne  | Caisse d'Épargne-Illes Balears  | + 1 h 00 min 11 s |
| 25e | Marzio Bruseghin       | Italie   | Lampre-Fondital                 | + 1 h 00 min 51 s |

### Classements annexes finals
| Classement par points | Classement par points  | Classement par points | Classement par points     | Classement par points |
| Coureur               | Coureur                | Pays                  | Équipe                    | Points                |
| --------------------- | ---------------------- | --------------------- | ------------------------- | --------------------- |
| 1er                   | Paolo Bettini          | Italie                | Quick Step-Innergetic     | 169 pts               |
| 2e                    | Ivan Basso             | Italie                | CSC                       | 158 pts               |
| 3e                    | José Enrique Gutiérrez | Espagne               | Phonak Hearing Systems    | 132 pts               |
| 4e                    | Olaf Pollack           | Allemagne             | T-Mobile                  | 104 pts               |
| 5e                    | Paolo Savoldelli       | Italie                | Discovery Channel         | 95 pts                |
| 6e                    | Stefan Schumacher      | Allemagne             | Gerolsteiner              | 89 pts                |
| 7e                    | Gilberto Simoni        | Italie                | Saunier Duval-Prodir      | 88 pts                |
| 8e                    | Leonardo Piepoli       | Italie                | Saunier Duval-Prodir      | 86 pts                |
| 9e                    | Maximiliano Richeze    | Argentine             | Ceramica Panaria-Navigare | 68 pts                |
| 10e                   | Franco Pellizotti      | Italie                | Liquigas                  | 67 pts                |

| Classement par points | Classement par points  | Classement par points | Classement par points     | Classement par points |
| Coureur               | Coureur                | Pays                  | Équipe                    | Points                |
| --------------------- | ---------------------- | --------------------- | ------------------------- | --------------------- |
| 1er                   | Paolo Bettini          | Italie                | Quick Step-Innergetic     | 169 pts               |
| 2e                    | Ivan Basso             | Italie                | CSC                       | 158 pts               |
| 3e                    | José Enrique Gutiérrez | Espagne               | Phonak Hearing Systems    | 132 pts               |
| 4e                    | Olaf Pollack           | Allemagne             | T-Mobile                  | 104 pts               |
| 5e                    | Paolo Savoldelli       | Italie                | Discovery Channel         | 95 pts                |
| 6e                    | Stefan Schumacher      | Allemagne             | Gerolsteiner              | 89 pts                |
| 7e                    | Gilberto Simoni        | Italie                | Saunier Duval-Prodir      | 88 pts                |
| 8e                    | Leonardo Piepoli       | Italie                | Saunier Duval-Prodir      | 86 pts                |
| 9e                    | Maximiliano Richeze    | Argentine             | Ceramica Panaria-Navigare | 68 pts                |
| 10e                   | Franco Pellizotti      | Italie                | Liquigas                  | 67 pts                |

| Classement de la montagne | Classement de la montagne | Classement de la montagne | Classement de la montagne             | Classement de la montagne |
| Coureur                   | Coureur                   | Pays                      | Équipe                                | Points                    |
| ------------------------- | ------------------------- | ------------------------- | ------------------------------------- | ------------------------- |
| 1er                       | Juan Manuel Gárate        | Espagne                   | Quick Step-Innergetic                 | 64 pts                    |
| 2e                        | Ivan Basso                | Italie                    | CSC                                   | 56 pts                    |
| 3e                        | Fortunato Baliani         | Italie                    | Ceramica Panaria-Navigare             | 52 pts                    |
| 4e                        | Leonardo Piepoli          | Italie                    | Saunier Duval-Prodir                  | 32 pts                    |
| 5e                        | José Enrique Gutiérrez    | Espagne                   | Phonak Hearing Systems                | 27 pts                    |
| 6e                        | Sandy Casar               | France                    | La Française des jeux                 | 23 pts                    |
| 7e                        | Patxi Vila                | Espagne                   | Lampre-Fondital                       | 22 pts                    |
| 8e                        | Gilberto Simoni           | Italie                    | Saunier Duval-Prodir                  | 20 pts                    |
| 9e                        | Marzio Bruseghin          | Italie                    | Lampre-Fondital                       | 16 pts                    |
| 10e                       | José Serpa                | Colombie                  | Selle Italia-Serramenti Diquigiovanni | 15 pts                    |

| Classement de la montagne | Classement de la montagne | Classement de la montagne | Classement de la montagne             | Classement de la montagne |
| Coureur                   | Coureur                   | Pays                      | Équipe                                | Points                    |
| ------------------------- | ------------------------- | ------------------------- | ------------------------------------- | ------------------------- |
| 1er                       | Juan Manuel Gárate        | Espagne                   | Quick Step-Innergetic                 | 64 pts                    |
| 2e                        | Ivan Basso                | Italie                    | CSC                                   | 56 pts                    |
| 3e                        | Fortunato Baliani         | Italie                    | Ceramica Panaria-Navigare             | 52 pts                    |
| 4e                        | Leonardo Piepoli          | Italie                    | Saunier Duval-Prodir                  | 32 pts                    |
| 5e                        | José Enrique Gutiérrez    | Espagne                   | Phonak Hearing Systems                | 27 pts                    |
| 6e                        | Sandy Casar               | France                    | La Française des jeux                 | 23 pts                    |
| 7e                        | Patxi Vila                | Espagne                   | Lampre-Fondital                       | 22 pts                    |
| 8e                        | Gilberto Simoni           | Italie                    | Saunier Duval-Prodir                  | 20 pts                    |
| 9e                        | Marzio Bruseghin          | Italie                    | Lampre-Fondital                       | 16 pts                    |
| 10e                       | José Serpa                | Colombie                  | Selle Italia-Serramenti Diquigiovanni | 15 pts                    |

| Classement par équipes | Classement par équipes         | Classement par équipes | Classement par équipes |
| Équipe                 | Équipe                         | Pays                   | Temps                  |
| ---------------------- | ------------------------------ | ---------------------- | ---------------------- |
| 1re                    | Phonak Hearing Systems         | Suisse                 | 274 h 21 min 31 s      |
| 2e                     | Lampre-Fondital                | Italie                 | + 7 min 36 s           |
| 3e                     | Discovery Channel              | États-Unis             | + 16 min 05 s          |
| 4e                     | Saunier Duval-Prodir           | Espagne                | + 29 min 37 s          |
| 5e                     | Ceramica Panaria-Navigare      | Irlande                | + 53 min 06 s          |
| 6e                     | Liquigas                       | Italie                 | + 56 min 12 s          |
| 7e                     | Crédit Agricole                | France                 | + 1 h 22 min 59 s      |
| 8e                     | CSC                            | Danemark               | + 1 h 31 min 15 s      |
| 9e                     | Liberty Seguros-Würth          | Espagne                | + 1 h 47 min 58 s      |
| 10e                    | Caisse d'Épargne-Illes Balears | Espagne                | + 1 h 53 min 19 s      |

| Classement par équipes | Classement par équipes         | Classement par équipes | Classement par équipes |
| Équipe                 | Équipe                         | Pays                   | Temps                  |
| ---------------------- | ------------------------------ | ---------------------- | ---------------------- |
| 1re                    | Phonak Hearing Systems         | Suisse                 | 274 h 21 min 31 s      |
| 2e                     | Lampre-Fondital                | Italie                 | + 7 min 36 s           |
| 3e                     | Discovery Channel              | États-Unis             | + 16 min 05 s          |
| 4e                     | Saunier Duval-Prodir           | Espagne                | + 29 min 37 s          |
| 5e                     | Ceramica Panaria-Navigare      | Irlande                | + 53 min 06 s          |
| 6e                     | Liquigas                       | Italie                 | + 56 min 12 s          |
| 7e                     | Crédit Agricole                | France                 | + 1 h 22 min 59 s      |
| 8e                     | CSC                            | Danemark               | + 1 h 31 min 15 s      |
| 9e                     | Liberty Seguros-Würth          | Espagne                | + 1 h 47 min 58 s      |
| 10e                    | Caisse d'Épargne-Illes Balears | Espagne                | + 1 h 53 min 19 s      |

| Classement du combiné | Classement du combiné  | Classement du combiné | Classement du combiné  | Classement du combiné |
| Coureur               | Coureur                | Pays                  | Équipe                 | Points                |
| --------------------- | ---------------------- | --------------------- | ---------------------- | --------------------- |
| 1er                   | Paolo Savoldelli       | Italie                | Discovery Channel      | 775 pts               |
| 2e                    | José Enrique Gutiérrez | Espagne               | Phonak Hearing Systems | 651 pts               |
| 3e                    | Ivan Basso             | Italie                | CSC                    | 595 pts               |
| 4e                    | Sandy Casar            | France                | La Française des jeux  | 454 pts               |
| 5e                    | Paolo Bettini          | Italie                | Quick Step-Innergetic  | 342 pts               |
| 6e                    | Mickaël Delage         | France                | La Française des jeux  | 307 pts               |
| 7e                    | Damiano Cunego         | Italie                | Lampre-Fondital        | 301 pts               |
| 8e                    | Stefan Schumacher      | Allemagne             | Gerolsteiner           | 294 pts               |
| 9e                    | Danilo Di Luca         | Italie                | Liquigas               | 242 pts               |
| 10e                   | Olaf Pollack           | Allemagne             | T-Mobile               | 241 pts               |

| Classement du combiné | Classement du combiné  | Classement du combiné | Classement du combiné  | Classement du combiné |
| Coureur               | Coureur                | Pays                  | Équipe                 | Points                |
| --------------------- | ---------------------- | --------------------- | ---------------------- | --------------------- |
| 1er                   | Paolo Savoldelli       | Italie                | Discovery Channel      | 775 pts               |
| 2e                    | José Enrique Gutiérrez | Espagne               | Phonak Hearing Systems | 651 pts               |
| 3e                    | Ivan Basso             | Italie                | CSC                    | 595 pts               |
| 4e                    | Sandy Casar            | France                | La Française des jeux  | 454 pts               |
| 5e                    | Paolo Bettini          | Italie                | Quick Step-Innergetic  | 342 pts               |
| 6e                    | Mickaël Delage         | France                | La Française des jeux  | 307 pts               |
| 7e                    | Damiano Cunego         | Italie                | Lampre-Fondital        | 301 pts               |
| 8e                    | Stefan Schumacher      | Allemagne             | Gerolsteiner           | 294 pts               |
| 9e                    | Danilo Di Luca         | Italie                | Liquigas               | 242 pts               |
| 10e                   | Olaf Pollack           | Allemagne             | T-Mobile               | 241 pts               |

### Classement du ProTour
La course attribue des points au classement UCI ProTour 2006 selon le barème suivant :
| Position           | 1er | 2e | 3e | 4e | 5e | 6e | 7e | 8e | 9e | 10e | 11e | 12e | 13e | 14e | 15e | 16e | 17e | 18e | 19e | 20e |
| Classement général | 85  | 65 | 50 | 45 | 40 | 35 | 30 | 26 | 22 | 19  | 16  | 13  | 11  | 9   | 7   | 5   | 4   | 3   | 2   | 1   |
| Etapes             | 8   | 4  | 2  |    |    |    |    |    |    |     |     |     |     |     |     |     |     |     |     |     |

Après cette treizième épreuve, le classement est le suivant :
| #  | Coureur            | Équipe                         | Points | Précédent | Evolution     |
| -- | ------------------ | ------------------------------ | ------ | --------- | ------------- |
| 1  | Alejandro Valverde | Caisse d'Épargne-Illes Balears | 178    | 1         | en stagnation |
| 2  | Ivan Basso         | CSC                            | 138    | ??        | ??            |
| 3  | Tom Boonen         | Quick Step-Innergetic          | 129    | 2         | -1            |
| 4  | Alessandro Ballan  | Lampre-Fondital                | 105    | 3         | -1            |
| 5  | Fränk Schleck      | CSC                            | 100    | 4         | -1            |
| 6  | Patrik Sinkewitz   | T-Mobile                       | 90     | 5         | -1            |
| 7  | Samuel Sanchez     | Euskaltel-Euskadi              | 89     | 6         | -1            |
| 8  | Fabian Cancellara  | CSC                            | 87     | 7         | -1            |
| 9  | Damiano Cunego     | Lampre-Fondital                | 86     | ??        | ??            |
| 10 | Paolo Savoldelli   | Discovery Channel              | 85     | ??        | ??            |

| #  | Équipe                         | Points | Précédent | Evolution     |
| -- | ------------------------------ | ------ | --------- | ------------- |
| 1  | CSC                            | 177    | 1         | en stagnation |
| 2  | Phonak                         | 161    | 5         | +3            |
| 3  | T-Mobile                       | 159    | 2         | -1            |
| 4  | Caisse d'Épargne-Illes Balears | 158    | 4         | en stagnation |
| 5  | Lampre-Fondital                | 154    | 7         | +2            |
| 6  | Rabobank                       | 149    | 3         | -3            |
| 7  | Liberty Seguros-Würth          | 146    | 8         | +1            |
| 8  | Discovery Channel              | 141    | 10        | +2            |
| 8  | Davitamon-Lotto                | 141    | 6         | -2            |
| 10 | Quick Step-Innergetic          | 17     | 9         | -1            |

| #  | Pays       | Points | Précédent | Evolution     |
| -- | ---------- | ------ | --------- | ------------- |
| 1  | Italie     | 498    | 2         | +1            |
| 2  | Espagne    | 483    | 1         | -1            |
| 3  | Allemagne  | 232    | 3         | en stagnation |
| 4  | Belgique   | 221    | 4         | en stagnation |
| 5  | Pays-Bas   | 205    | 5         | en stagnation |
| 6  | Suisse     | 158    | 6         | en stagnation |
| 7  | États-Unis | 148    | 7         | en stagnation |
| 8  | Australie  | 111    | 9         | +1            |
| 9  | France     | 102    | 10        | +1            |
| 10 | Luxembourg | 100    | 8         | -2            |

## Évolution des classements
Les cyclistes présents dans le tableau ci-dessous correspondent aux leaders des classements. Ils peuvent ne pas correspondre au porteur du maillot.
| Étape     | Vainqueur           | Classement général | Classement par point | Classement de la montagne | Classement du combiné | Classement par équipes |
| --------- | ------------------- | ------------------ | -------------------- | ------------------------- | --------------------- | ---------------------- |
| 1re étape | Paolo Savoldelli    | Paolo Savoldelli   | Paolo Savoldelli     | Paolo Savoldelli          | Paolo Savoldelli      | Discovery Channel      |
| 2e étape  | Robbie McEwen       | Paolo Savoldelli   | Paolo Savoldelli     | Paolo Savoldelli          | Paolo Savoldelli      | Discovery Channel      |
| 3e étape  | Stefan Schumacher   | Stefan Schumacher  | Stefan Schumacher    | Moisés Aldape             | Paolo Savoldelli      | Discovery Channel      |
| 4e étape  | Robbie McEwen       | Stefan Schumacher  | Robbie McEwen        | Sandy Casar               | Paolo Savoldelli      | Discovery Channel      |
| 5e étape  | Team CSC            | Serhiy Honchar     | Robbie McEwen        | Sandy Casar               | Paolo Savoldelli      | Discovery Channel      |
| 6e étape  | Robbie McEwen       | Olaf Pollack       | Robbie McEwen        | Sandy Casar               | Paolo Savoldelli      | Discovery Channel      |
| 7e étape  | Rik Verbrugghe      | Serhiy Honchar     | Robbie McEwen        | Staf Scheirlinckx         | Paolo Savoldelli      | Discovery Channel      |
| 8e étape  | Ivan Basso          | Ivan Basso         | Robbie McEwen        | Ivan Basso                | Paolo Savoldelli      | Discovery Channel      |
| 9e étape  | Tomas Vaitkus       | Ivan Basso         | Robbie McEwen        | Ivan Basso                | Paolo Savoldelli      | Discovery Channel      |
| 10e étape | Franco Pellizotti   | Ivan Basso         | Robbie McEwen        | Ivan Basso                | Paolo Savoldelli      | Liquigas               |
| 11e étape | Jan Ullrich         | Ivan Basso         | Robbie McEwen        | Ivan Basso                | Paolo Savoldelli      | Discovery Channel      |
| 12e étape | Joan Horrach        | Ivan Basso         | Robbie McEwen        | Ivan Basso                | Paolo Savoldelli      | Discovery Channel      |
| 13e étape | Leonardo Piepoli    | Ivan Basso         | Paolo Bettini        | Ivan Basso                | Paolo Savoldelli      | Discovery Channel      |
| 14e étape | Luis Felipe Laverde | Ivan Basso         | Paolo Bettini        | Fortunato Baliani         | Paolo Savoldelli      | Phonak                 |
| 15e étape | Paolo Bettini       | Ivan Basso         | Paolo Bettini        | Fortunato Baliani         | Paolo Savoldelli      | Phonak                 |
| 16e étape | Ivan Basso          | Ivan Basso         | Paolo Bettini        | Ivan Basso                | Paolo Savoldelli      | Phonak                 |
| 17e étape | Leonardo Piepoli    | Ivan Basso         | Ivan Basso           | Ivan Basso                | Paolo Savoldelli      | Phonak                 |
| 18e étape | Stefan Schumacher   | Ivan Basso         | Paolo Bettini        | Ivan Basso                | Paolo Savoldelli      | Phonak                 |
| 19e étape | Juan Manuel Gárate  | Ivan Basso         | Paolo Bettini        | Fortunato Baliani         | Paolo Savoldelli      | Phonak                 |
| 20e étape | Ivan Basso          | Ivan Basso         | Ivan Basso           | Juan Manuel Gárate        | Paolo Savoldelli      | Phonak                 |
| 21e étape | Robert Förster      | Ivan Basso         | Paolo Bettini        | Juan Manuel Gárate        | Paolo Savoldelli      | Phonak                 |

## Liste des participants
| Discovery Channel DSC | Discovery Channel DSC    | Discovery Channel DSC |
| --------------------- | ------------------------ | --------------------- |
| Num                   | Coureur                  | Pos                   |
| 1                     | Paolo Savoldelli (ITA)   | 5e                    |
| 2                     | Tom Danielson (USA)      | NP-20                 |
| 3                     | Manuel Beltrán (ESP)     | 22e                   |
| 4                     | Viatcheslav Ekimov (RUS) | 89e                   |
| 5                     | Benoît Joachim (LUX)     | 83e                   |
| 6                     | Jason McCartney (USA)    | 135e                  |
| 7                     | Pavel Padrnos (CZE)      | 67e                   |
| 8                     | José Luis Rubiera (ESP)  | 13e                   |
| 9                     | Matthew White (AUS)      | 102e                  |

| AG2R Prévoyance A2R | AG2R Prévoyance A2R   | AG2R Prévoyance A2R |
| ------------------- | --------------------- | ------------------- |
| Num                 | Coureur               | Pos                 |
| 11                  | Sylvain Calzati (FRA) | 79e                 |
| 12                  | Íñigo Chaurreau (ESP) | 54e                 |
| 13                  | Renaud Dion (FRA)     | 104e                |
| 14                  | Hubert Dupont (FRA)   | 32e                 |
| 15                  | John Gadret (FRA)     | AB-18               |
| 16                  | Yuriy Krivtsov (UKR)  | 114e                |
| 17                  | Carl Naibo (FRA)      | 150e                |
| 18                  | Mark Scanlon (IRL)    | AB-12               |
| 19                  | Tomas Vaitkus (LTU)   | AB-13               |

| Bouygues Telecom BTL | Bouygues Telecom BTL      | Bouygues Telecom BTL |
| -------------------- | ------------------------- | -------------------- |
| Num                  | Coureur                   | Pos                  |
| 21                   | Giovanni Bernaudeau (FRA) | NP-14                |
| 22                   | Sébastien Chavanel (FRA)  | AB-7                 |
| 23                   | Stef Clement (NED)        | 64e                  |
| 24                   | Olivier Bonnaire (FRA)    | 115e                 |
| 25                   | Andy Flickinger (FRA)     | NP-12                |
| 26                   | Yohann Gène (FRA)         | 149e                 |
| 27                   | Arnaud Labbe (FRA)        | 116e                 |
| 28                   | Yoann Le Boulanger (FRA)  | 119e                 |
| 29                   | Laurent Lefèvre (FRA)     | 50e                  |

| Caisse d'Épargne-Illes Balears CEI | Caisse d'Épargne-Illes Balears CEI | Caisse d'Épargne-Illes Balears CEI |
| ---------------------------------- | ---------------------------------- | ---------------------------------- |
| Num                                | Coureur                            | Pos                                |
| 31                                 | José Luis Carrasco (ESP)           | 68e                                |
| 32                                 | Vladimir Efimkin (RUS)             | 39e                                |
| 33                                 | Imanol Erviti (ESP)                | 81e                                |
| 34                                 | Marco Fertonani (ITA)              | AB-18                              |
| 35                                 | José Iván Gutiérrez (ESP) (chrono) | 24e                                |
| 36                                 | Joan Horrach (ESP)                 | 36e                                |
| 37                                 | José Cayetano Juliá (ESP)          | 118e                               |
| 38                                 | Mikel Pradera (ESP)                | 95e                                |
| 39                                 | Francisco Pérez Sánchez (ESP)      | 28e                                |

| Ceramica Panaria-Navigare PAN | Ceramica Panaria-Navigare PAN    | Ceramica Panaria-Navigare PAN |
| ----------------------------- | -------------------------------- | ----------------------------- |
| Num                           | Coureur                          | Pos                           |
| 41                            | Emanuele Sella (ITA)             | 26e                           |
| 42                            | Luca Mazzanti (ITA)              | 20e                           |
| 43                            | Moisés Aldape (MEX)              | NP-14                         |
| 44                            | Fortunato Baliani (ITA)          | 46e                           |
| 45                            | Miguel Ángel Rubiano (COL)       | 103e                          |
| 46                            | Sergiy Matveyev (UKR)            | 142e                          |
| 47                            | Julio Alberto Pérez Cuapio (MEX) | 42e                           |
| 48                            | Maximiliano Richeze (ARG)        | 138e                          |
| 49                            | Luis Felipe Laverde (COL)        | 49e                           |

| Cofidis-Le Crédit par Téléphone COF | Cofidis-Le Crédit par Téléphone COF | Cofidis-Le Crédit par Téléphone COF |
| ----------------------------------- | ----------------------------------- | ----------------------------------- |
| Num                                 | Coureur                             | Pos                                 |
| 51                                  | Leonardo Bertagnolli (ITA)          | AB-4                                |
| 52                                  | Leonardo Duque (COL)                | 47e                                 |
| 53                                  | Thierry Marichal (BEL)              | AB-7                                |
| 54                                  | Amaël Moinard (FRA)                 | 112e                                |
| 55                                  | Maxime Monfort (BEL)                | 33e                                 |
| 56                                  | Cristian Moreni (ITA)               | AB-7                                |
| 57                                  | Iván Parra (COL) (chrono)           | 16e                                 |
| 58                                  | Staf Scheirlinckx (BEL)             | AB-14                               |
| 59                                  | Rik Verbrugghe (BEL)                | NP-16                               |

| Crédit Agricole C.A | Crédit Agricole C.A       | Crédit Agricole C.A |
| ------------------- | ------------------------- | ------------------- |
| Num                 | Coureur                   | Pos                 |
| 61                  | Francesco Bellotti (ITA)  | 41e                 |
| 62                  | Alexandre Botcharov (RUS) | 27e                 |
| 63                  | William Bonnet (FRA)      | 111e                |
| 64                  | Christophe Edaleine (FRA) | 127e                |
| 65                  | Patrice Halgand (FRA)     | 14e                 |
| 66                  | Rémi Pauriol (FRA)        | 122e                |
| 67                  | Benoît Poilvet (FRA)      | 99e                 |
| 68                  | Yannick Talabardon (FRA)  | 100e                |
| 69                  | Nicolas Vogondy (FRA)     | 44e                 |

| Davitamon-Lotto DVL | Davitamon-Lotto DVL     | Davitamon-Lotto DVL |
| ------------------- | ----------------------- | ------------------- |
| Num                 | Coureur                 | Pos                 |
| 71                  | Christophe Brandt (BEL) | NP-4                |
| 72                  | Nick Gates (AUS)        | 131e                |
| 73                  | Josep Jufré (ESP)       | 29e                 |
| 74                  | Jan Kuyckx (BEL)        | 133e                |
| 75                  | Robbie McEwen (AUS)     | NP-13               |
| 76                  | Preben Van Hecke (BEL)  | 140e                |
| 77                  | Wim Van Huffel (BEL)    | 17e                 |
| 78                  | Henk Vogels (AUS)       | 145e                |
| 79                  | Bert Roesems (BEL)      | 123e                |

| Euskaltel-Euskadi EUS | Euskaltel-Euskadi EUS    | Euskaltel-Euskadi EUS |
| --------------------- | ------------------------ | --------------------- |
| Num                   | Coureur                  | Pos                   |
| 81                    | Beñat Albizuri (ESP)     | 144e                  |
| 82                    | Andoni Aranaga (ESP)     | AB-14                 |
| 83                    | Koldo Fernández (ESP)    | AB-7                  |
| 84                    | Iker Flores (ESP)        | 35e                   |
| 85                    | Markel Irizar (ESP)      | 90e                   |
| 86                    | Roberto Laiseka (ESP)    | AB-12                 |
| 87                    | David López García (ESP) | 40e                   |
| 88                    | Antton Luengo (ESP)      | 110e                  |
| 89                    | Iban Mayoz (ESP)         | 128e                  |

| La Française des jeux FDJ | La Française des jeux FDJ     | La Française des jeux FDJ |
| ------------------------- | ----------------------------- | ------------------------- |
| Num                       | Coureur                       | Pos                       |
| 91                        | Bradley McGee (AUS)           | AB-10                     |
| 92                        | Sandy Casar (FRA)             | 6e                        |
| 93                        | Carlos Da Cruz (FRA)          | 101e                      |
| 94                        | Mickaël Delage (FRA)          | 129e                      |
| 95                        | Arnaud Gérard (FRA)           | 143e                      |
| 96                        | Philippe Gilbert (BEL)        | NP-12                     |
| 97                        | Gustav Larsson (SWE)          | 66e                       |
| 98                        | Cyrille Monnerais (FRA)       | 121e                      |
| 99                        | Jussi Veikkanen (FIN) (route) | 70e                       |

| Gerolsteiner GST | Gerolsteiner GST        | Gerolsteiner GST |
| ---------------- | ----------------------- | ---------------- |
| Num              | Coureur                 | Pos              |
| 101              | Robert Förster (GER)    | 139e             |
| 102              | Torsten Hiekmann (GER)  | 85e              |
| 103              | Sven Krauss (GER)       | 97e              |
| 104              | Andrea Moletta (ITA)    | 78e              |
| 105              | Volker Ordowski (GER)   | AB-19            |
| 106              | Davide Rebellin (ITA)   | NP-11            |
| 107              | Matthias Russ (GER)     | 74e              |
| 108              | Ronny Scholz (GER)      | AB-14            |
| 109              | Stefan Schumacher (GER) | 76e              |

| Lampre-Fondital LAM | Lampre-Fondital LAM    | Lampre-Fondital LAM |
| ------------------- | ---------------------- | ------------------- |
| Num                 | Coureur                | Pos                 |
| 111                 | Damiano Cunego (ITA)   | 4e                  |
| 112                 | Marzio Bruseghin (ITA) | 25e                 |
| 113                 | Paolo Fornaciari (ITA) | 126e                |
| 114                 | Evgueni Petrov (RUS)   | 57e                 |
| 115                 | Gorazd Štangelj (SLO)  | 59e                 |
| 116                 | Sylwester Szmyd (POL)  | 19e                 |
| 117                 | Paolo Tiralongo (ITA)  | 15e                 |
| 118                 | Tadej Valjavec (SLO)   | 34e                 |
| 119                 | Patxi Vila (ESP)       | 10e                 |

| Liberty Seguros-Würth LSW | Liberty Seguros-Würth LSW  | Liberty Seguros-Würth LSW |
| ------------------------- | -------------------------- | ------------------------- |
| Num                       | Coureur                    | Pos                       |
| 121                       | Dariusz Baranowski (POL)   | AB-10                     |
| 122                       | Giampaolo Caruso (ITA)     | 12e                       |
| 123                       | Koen de Kort (NED)         | 124e                      |
| 124                       | Daniel Navarro (ESP)       | 91e                       |
| 125                       | Unai Osa (ESP)             | 18e                       |
| 126                       | Javier Ramírez Abeja (ESP) | 82e                       |
| 127                       | Michele Scarponi (ITA)     | NP-17                     |
| 128                       | Marcos Serrano (ESP)       | NP-13                     |
| 129                       | Sergueï Yakovlev (KAZ)     | AB-18                     |

| Liquigas LIQ | Liquigas LIQ                 | Liquigas LIQ |
| ------------ | ---------------------------- | ------------ |
| Num          | Coureur                      | Pos          |
| 131          | Danilo Di Luca (ITA)         | 23e          |
| 132          | Patrick Calcagni (SUI)       | 107e         |
| 133          | Dario Cioni (ITA)            | 86e          |
| 134          | Dario Andriotto (ITA)        | 146e         |
| 135          | Vladimir Miholjević (CRO)    | NP-14        |
| 136          | Andrea Noè (ITA)             | 38e          |
| 137          | Franco Pellizotti (ITA)      | 8e           |
| 138          | Alessandro Spezialetti (ITA) | 93e          |
| 139          | Charles Wegelius (GBR)       | 58e          |

| Phonak Hearing Systems PHO | Phonak Hearing Systems PHO     | Phonak Hearing Systems PHO |
| -------------------------- | ------------------------------ | -------------------------- |
| Num                        | Coureur                        | Pos                        |
| 141                        | Martin Elmiger (SUI) (route)   | 80e                        |
| 142                        | Fabrizio Guidi (ITA)           | AB-18                      |
| 143                        | José Enrique Gutiérrez (ESP)   | 2e                         |
| 144                        | Jonathan Patrick McCarty (USA) | 113e                       |
| 145                        | Axel Merckx (BEL)              | NP-15                      |
| 146                        | Víctor Hugo Peña (COL)         | 9e                         |
| 147                        | Grégory Rast (SUI)             | 94e                        |
| 148                        | Johann Tschopp (SUI)           | 45e                        |
| 149                        | Steve Zampieri (SUI)           | 48e                        |

| Quick Step-Innergetic QSI | Quick Step-Innergetic QSI        | Quick Step-Innergetic QSI |
| ------------------------- | -------------------------------- | ------------------------- |
| Num                       | Coureur                          | Pos                       |
| 151                       | Serge Baguet (BEL) (route)       | AB-17                     |
| 152                       | Paolo Bettini (ITA)              | 56e                       |
| 153                       | Davide Bramati (ITA)             | 141e                      |
| 154                       | Addy Engels (NED)                | 84e                       |
| 155                       | Juan Manuel Gárate (ESP) (route) | 7e                        |
| 156                       | José Antonio Garrido (ESP)       | 134e                      |
| 157                       | Leonardo Scarselli (ITA)         | 120e                      |
| 158                       | Jurgen Van de Walle (BEL)        | 75e                       |
| 159                       | Remmert Wielinga (NED)           | NP-5                      |

| Rabobank RAB | Rabobank RAB                | Rabobank RAB |
| ------------ | --------------------------- | ------------ |
| Num          | Coureur                     | Pos          |
| 161          | Mauricio Ardila (COL)       | 98e          |
| 162          | Theo Eltink (NED)           | 53e          |
| 163          | Graeme Brown (AUS)          | AB-7         |
| 164          | Mathew Hayman (AUS)         | 136e         |
| 165          | Alexandr Kolobnev (RUS)     | 71e          |
| 166          | Grischa Niermann (GER)      | 55e          |
| 167          | Marc de Maar                | 125e         |
| 168          | Michael Rasmussen (DEN)     | NP-12        |
| 169          | Marc Wauters (BEL) (chrono) | AB-17        |

| Saunier Duval-Prodir SDV | Saunier Duval-Prodir SDV     | Saunier Duval-Prodir SDV |
| ------------------------ | ---------------------------- | ------------------------ |
| Num                      | Coureur                      | Pos                      |
| 171                      | Gilberto Simoni (ITA)        | 3e                       |
| 172                      | Ángel Gómez (ESP)            | 108e                     |
| 173                      | Rubén Lobato (ESP)           | 87e                      |
| 174                      | Piotr Mazur (POL) (chrono)   | AB-18                    |
| 175                      | Manuele Mori (ITA)           | 88e                      |
| 176                      | Aaron Olsen (USA)            | 148e                     |
| 177                      | Leonardo Piepoli (ITA)       | 11e                      |
| 178                      | Marco Pinotti (ITA) (chrono) | 60e                      |
| 179                      | Guido Trentin (ITA)          | 30e                      |

| Selle Italia-Serramenti Diquigiovanni CLM | Selle Italia-Serramenti Diquigiovanni CLM | Selle Italia-Serramenti Diquigiovanni CLM |
| ----------------------------------------- | ----------------------------------------- | ----------------------------------------- |
| Num                                       | Coureur                                   | Pos                                       |
| 181                                       | José Rujano (VEN)                         | AB-13                                     |
| 182                                       | José Serpa (COL)                          | 31e                                       |
| 183                                       | Wladimir Belli (ITA)                      | AB-20                                     |
| 184                                       | Sergio Barbero (ITA)                      | AB-18                                     |
| 185                                       | Alessandro Bertolini (ITA)                | AB-7                                      |
| 186                                       | Gabriele Missaglia (ITA)                  | 106e                                      |
| 187                                       | Raffaele Illiano (ITA)                    | 61e                                       |
| 188                                       | Alberto Loddo (ITA)                       | AB-16                                     |
| 189                                       | Santo Anzà (ITA)                          | 109e                                      |

| CSC | CSC                             | CSC  |
| --- | ------------------------------- | ---- |
| Num | Coureur                         | Pos  |
| 191 | Ivan Basso (ITA)                | 1er  |
| 192 | Carlos Sastre (ESP)             | 43e  |
| 193 | Nicki Sørensen (DEN)            | 77e  |
| 194 | Michael Blaudzun (DEN) (chrono) | 96e  |
| 195 | Bobby Julich (USA)              | 92e  |
| 196 | Jens Voigt (GER)                | 37e  |
| 197 | Giovanni Lombardi (ITA)         | 117e |
| 198 | Volodymyr Gustov (UKR)          | 62e  |
| 199 | Íñigo Cuesta (ESP)              | 52e  |

| Team Milram MRM | Team Milram MRM             | Team Milram MRM |
| --------------- | --------------------------- | --------------- |
| Num             | Coureur                     | Pos             |
| 201             | Alessandro Petacchi (ITA)   | NP-4            |
| 202             | Alessandro Cortinovis (ITA) | 105e            |
| 203             | Sergio Ghisalberti (ITA)    | 21e             |
| 204             | Christian Knees (GER)       | 73e             |
| 205             | Mirco Lorenzetto (ITA)      | AB-21           |
| 206             | Alberto Ongarato (ITA)      | 130e            |
| 207             | Elia Rigotto (ITA)          | 137e            |
| 208             | Fabio Sacchi (ITA)          | 63e             |
| 209             | Alessandro Vanotti (ITA)    | 69e             |

| T-Mobile TMO | T-Mobile TMO           | T-Mobile TMO |
| ------------ | ---------------------- | ------------ |
| Num          | Coureur                | Pos          |
| 211          | Scott Davis (AUS)      | 65e          |
| 212          | Serhiy Honchar (UKR)   | NP-17        |
| 213          | Matthias Kessler (GER) | 72e          |
| 214          | André Korff (GER)      | AB-7         |
| 215          | Jörg Ludewig (GER)     | 51e          |
| 216          | Olaf Pollack (GER)     | 132e         |
| 217          | Michael Rogers (AUS)   | NP-13        |
| 218          | František Raboň (CZE)  | 147e         |
| 219          | Jan Ullrich (GER)      | AB-19        |

| Discovery Channel DSC | Discovery Channel DSC    | Discovery Channel DSC |
| --------------------- | ------------------------ | --------------------- |
| Num                   | Coureur                  | Pos                   |
| 1                     | Paolo Savoldelli (ITA)   | 5e                    |
| 2                     | Tom Danielson (USA)      | NP-20                 |
| 3                     | Manuel Beltrán (ESP)     | 22e                   |
| 4                     | Viatcheslav Ekimov (RUS) | 89e                   |
| 5                     | Benoît Joachim (LUX)     | 83e                   |
| 6                     | Jason McCartney (USA)    | 135e                  |
| 7                     | Pavel Padrnos (CZE)      | 67e                   |
| 8                     | José Luis Rubiera (ESP)  | 13e                   |
| 9                     | Matthew White (AUS)      | 102e                  |

| AG2R Prévoyance A2R | AG2R Prévoyance A2R   | AG2R Prévoyance A2R |
| ------------------- | --------------------- | ------------------- |
| Num                 | Coureur               | Pos                 |
| 11                  | Sylvain Calzati (FRA) | 79e                 |
| 12                  | Íñigo Chaurreau (ESP) | 54e                 |
| 13                  | Renaud Dion (FRA)     | 104e                |
| 14                  | Hubert Dupont (FRA)   | 32e                 |
| 15                  | John Gadret (FRA)     | AB-18               |
| 16                  | Yuriy Krivtsov (UKR)  | 114e                |
| 17                  | Carl Naibo (FRA)      | 150e                |
| 18                  | Mark Scanlon (IRL)    | AB-12               |
| 19                  | Tomas Vaitkus (LTU)   | AB-13               |

| Bouygues Telecom BTL | Bouygues Telecom BTL      | Bouygues Telecom BTL |
| -------------------- | ------------------------- | -------------------- |
| Num                  | Coureur                   | Pos                  |
| 21                   | Giovanni Bernaudeau (FRA) | NP-14                |
| 22                   | Sébastien Chavanel (FRA)  | AB-7                 |
| 23                   | Stef Clement (NED)        | 64e                  |
| 24                   | Olivier Bonnaire (FRA)    | 115e                 |
| 25                   | Andy Flickinger (FRA)     | NP-12                |
| 26                   | Yohann Gène (FRA)         | 149e                 |
| 27                   | Arnaud Labbe (FRA)        | 116e                 |
| 28                   | Yoann Le Boulanger (FRA)  | 119e                 |
| 29                   | Laurent Lefèvre (FRA)     | 50e                  |

| Caisse d'Épargne-Illes Balears CEI | Caisse d'Épargne-Illes Balears CEI | Caisse d'Épargne-Illes Balears CEI |
| ---------------------------------- | ---------------------------------- | ---------------------------------- |
| Num                                | Coureur                            | Pos                                |
| 31                                 | José Luis Carrasco (ESP)           | 68e                                |
| 32                                 | Vladimir Efimkin (RUS)             | 39e                                |
| 33                                 | Imanol Erviti (ESP)                | 81e                                |
| 34                                 | Marco Fertonani (ITA)              | AB-18                              |
| 35                                 | José Iván Gutiérrez (ESP) (chrono) | 24e                                |
| 36                                 | Joan Horrach (ESP)                 | 36e                                |
| 37                                 | José Cayetano Juliá (ESP)          | 118e                               |
| 38                                 | Mikel Pradera (ESP)                | 95e                                |
| 39                                 | Francisco Pérez Sánchez (ESP)      | 28e                                |

| Ceramica Panaria-Navigare PAN | Ceramica Panaria-Navigare PAN    | Ceramica Panaria-Navigare PAN |
| ----------------------------- | -------------------------------- | ----------------------------- |
| Num                           | Coureur                          | Pos                           |
| 41                            | Emanuele Sella (ITA)             | 26e                           |
| 42                            | Luca Mazzanti (ITA)              | 20e                           |
| 43                            | Moisés Aldape (MEX)              | NP-14                         |
| 44                            | Fortunato Baliani (ITA)          | 46e                           |
| 45                            | Miguel Ángel Rubiano (COL)       | 103e                          |
| 46                            | Sergiy Matveyev (UKR)            | 142e                          |
| 47                            | Julio Alberto Pérez Cuapio (MEX) | 42e                           |
| 48                            | Maximiliano Richeze (ARG)        | 138e                          |
| 49                            | Luis Felipe Laverde (COL)        | 49e                           |

| Cofidis-Le Crédit par Téléphone COF | Cofidis-Le Crédit par Téléphone COF | Cofidis-Le Crédit par Téléphone COF |
| ----------------------------------- | ----------------------------------- | ----------------------------------- |
| Num                                 | Coureur                             | Pos                                 |
| 51                                  | Leonardo Bertagnolli (ITA)          | AB-4                                |
| 52                                  | Leonardo Duque (COL)                | 47e                                 |
| 53                                  | Thierry Marichal (BEL)              | AB-7                                |
| 54                                  | Amaël Moinard (FRA)                 | 112e                                |
| 55                                  | Maxime Monfort (BEL)                | 33e                                 |
| 56                                  | Cristian Moreni (ITA)               | AB-7                                |
| 57                                  | Iván Parra (COL) (chrono)           | 16e                                 |
| 58                                  | Staf Scheirlinckx (BEL)             | AB-14                               |
| 59                                  | Rik Verbrugghe (BEL)                | NP-16                               |

| Crédit Agricole C.A | Crédit Agricole C.A       | Crédit Agricole C.A |
| ------------------- | ------------------------- | ------------------- |
| Num                 | Coureur                   | Pos                 |
| 61                  | Francesco Bellotti (ITA)  | 41e                 |
| 62                  | Alexandre Botcharov (RUS) | 27e                 |
| 63                  | William Bonnet (FRA)      | 111e                |
| 64                  | Christophe Edaleine (FRA) | 127e                |
| 65                  | Patrice Halgand (FRA)     | 14e                 |
| 66                  | Rémi Pauriol (FRA)        | 122e                |
| 67                  | Benoît Poilvet (FRA)      | 99e                 |
| 68                  | Yannick Talabardon (FRA)  | 100e                |
| 69                  | Nicolas Vogondy (FRA)     | 44e                 |

| Davitamon-Lotto DVL | Davitamon-Lotto DVL     | Davitamon-Lotto DVL |
| ------------------- | ----------------------- | ------------------- |
| Num                 | Coureur                 | Pos                 |
| 71                  | Christophe Brandt (BEL) | NP-4                |
| 72                  | Nick Gates (AUS)        | 131e                |
| 73                  | Josep Jufré (ESP)       | 29e                 |
| 74                  | Jan Kuyckx (BEL)        | 133e                |
| 75                  | Robbie McEwen (AUS)     | NP-13               |
| 76                  | Preben Van Hecke (BEL)  | 140e                |
| 77                  | Wim Van Huffel (BEL)    | 17e                 |
| 78                  | Henk Vogels (AUS)       | 145e                |
| 79                  | Bert Roesems (BEL)      | 123e                |

| Euskaltel-Euskadi EUS | Euskaltel-Euskadi EUS    | Euskaltel-Euskadi EUS |
| --------------------- | ------------------------ | --------------------- |
| Num                   | Coureur                  | Pos                   |
| 81                    | Beñat Albizuri (ESP)     | 144e                  |
| 82                    | Andoni Aranaga (ESP)     | AB-14                 |
| 83                    | Koldo Fernández (ESP)    | AB-7                  |
| 84                    | Iker Flores (ESP)        | 35e                   |
| 85                    | Markel Irizar (ESP)      | 90e                   |
| 86                    | Roberto Laiseka (ESP)    | AB-12                 |
| 87                    | David López García (ESP) | 40e                   |
| 88                    | Antton Luengo (ESP)      | 110e                  |
| 89                    | Iban Mayoz (ESP)         | 128e                  |

| La Française des jeux FDJ | La Française des jeux FDJ     | La Française des jeux FDJ |
| ------------------------- | ----------------------------- | ------------------------- |
| Num                       | Coureur                       | Pos                       |
| 91                        | Bradley McGee (AUS)           | AB-10                     |
| 92                        | Sandy Casar (FRA)             | 6e                        |
| 93                        | Carlos Da Cruz (FRA)          | 101e                      |
| 94                        | Mickaël Delage (FRA)          | 129e                      |
| 95                        | Arnaud Gérard (FRA)           | 143e                      |
| 96                        | Philippe Gilbert (BEL)        | NP-12                     |
| 97                        | Gustav Larsson (SWE)          | 66e                       |
| 98                        | Cyrille Monnerais (FRA)       | 121e                      |
| 99                        | Jussi Veikkanen (FIN) (route) | 70e                       |

| Gerolsteiner GST | Gerolsteiner GST        | Gerolsteiner GST |
| ---------------- | ----------------------- | ---------------- |
| Num              | Coureur                 | Pos              |
| 101              | Robert Förster (GER)    | 139e             |
| 102              | Torsten Hiekmann (GER)  | 85e              |
| 103              | Sven Krauss (GER)       | 97e              |
| 104              | Andrea Moletta (ITA)    | 78e              |
| 105              | Volker Ordowski (GER)   | AB-19            |
| 106              | Davide Rebellin (ITA)   | NP-11            |
| 107              | Matthias Russ (GER)     | 74e              |
| 108              | Ronny Scholz (GER)      | AB-14            |
| 109              | Stefan Schumacher (GER) | 76e              |

| Lampre-Fondital LAM | Lampre-Fondital LAM    | Lampre-Fondital LAM |
| ------------------- | ---------------------- | ------------------- |
| Num                 | Coureur                | Pos                 |
| 111                 | Damiano Cunego (ITA)   | 4e                  |
| 112                 | Marzio Bruseghin (ITA) | 25e                 |
| 113                 | Paolo Fornaciari (ITA) | 126e                |
| 114                 | Evgueni Petrov (RUS)   | 57e                 |
| 115                 | Gorazd Štangelj (SLO)  | 59e                 |
| 116                 | Sylwester Szmyd (POL)  | 19e                 |
| 117                 | Paolo Tiralongo (ITA)  | 15e                 |
| 118                 | Tadej Valjavec (SLO)   | 34e                 |
| 119                 | Patxi Vila (ESP)       | 10e                 |

| Liberty Seguros-Würth LSW | Liberty Seguros-Würth LSW  | Liberty Seguros-Würth LSW |
| ------------------------- | -------------------------- | ------------------------- |
| Num                       | Coureur                    | Pos                       |
| 121                       | Dariusz Baranowski (POL)   | AB-10                     |
| 122                       | Giampaolo Caruso (ITA)     | 12e                       |
| 123                       | Koen de Kort (NED)         | 124e                      |
| 124                       | Daniel Navarro (ESP)       | 91e                       |
| 125                       | Unai Osa (ESP)             | 18e                       |
| 126                       | Javier Ramírez Abeja (ESP) | 82e                       |
| 127                       | Michele Scarponi (ITA)     | NP-17                     |
| 128                       | Marcos Serrano (ESP)       | NP-13                     |
| 129                       | Sergueï Yakovlev (KAZ)     | AB-18                     |

| Liquigas LIQ | Liquigas LIQ                 | Liquigas LIQ |
| ------------ | ---------------------------- | ------------ |
| Num          | Coureur                      | Pos          |
| 131          | Danilo Di Luca (ITA)         | 23e          |
| 132          | Patrick Calcagni (SUI)       | 107e         |
| 133          | Dario Cioni (ITA)            | 86e          |
| 134          | Dario Andriotto (ITA)        | 146e         |
| 135          | Vladimir Miholjević (CRO)    | NP-14        |
| 136          | Andrea Noè (ITA)             | 38e          |
| 137          | Franco Pellizotti (ITA)      | 8e           |
| 138          | Alessandro Spezialetti (ITA) | 93e          |
| 139          | Charles Wegelius (GBR)       | 58e          |

| Phonak Hearing Systems PHO | Phonak Hearing Systems PHO     | Phonak Hearing Systems PHO |
| -------------------------- | ------------------------------ | -------------------------- |
| Num                        | Coureur                        | Pos                        |
| 141                        | Martin Elmiger (SUI) (route)   | 80e                        |
| 142                        | Fabrizio Guidi (ITA)           | AB-18                      |
| 143                        | José Enrique Gutiérrez (ESP)   | 2e                         |
| 144                        | Jonathan Patrick McCarty (USA) | 113e                       |
| 145                        | Axel Merckx (BEL)              | NP-15                      |
| 146                        | Víctor Hugo Peña (COL)         | 9e                         |
| 147                        | Grégory Rast (SUI)             | 94e                        |
| 148                        | Johann Tschopp (SUI)           | 45e                        |
| 149                        | Steve Zampieri (SUI)           | 48e                        |

| Quick Step-Innergetic QSI | Quick Step-Innergetic QSI        | Quick Step-Innergetic QSI |
| ------------------------- | -------------------------------- | ------------------------- |
| Num                       | Coureur                          | Pos                       |
| 151                       | Serge Baguet (BEL) (route)       | AB-17                     |
| 152                       | Paolo Bettini (ITA)              | 56e                       |
| 153                       | Davide Bramati (ITA)             | 141e                      |
| 154                       | Addy Engels (NED)                | 84e                       |
| 155                       | Juan Manuel Gárate (ESP) (route) | 7e                        |
| 156                       | José Antonio Garrido (ESP)       | 134e                      |
| 157                       | Leonardo Scarselli (ITA)         | 120e                      |
| 158                       | Jurgen Van de Walle (BEL)        | 75e                       |
| 159                       | Remmert Wielinga (NED)           | NP-5                      |

| Rabobank RAB | Rabobank RAB                | Rabobank RAB |
| ------------ | --------------------------- | ------------ |
| Num          | Coureur                     | Pos          |
| 161          | Mauricio Ardila (COL)       | 98e          |
| 162          | Theo Eltink (NED)           | 53e          |
| 163          | Graeme Brown (AUS)          | AB-7         |
| 164          | Mathew Hayman (AUS)         | 136e         |
| 165          | Alexandr Kolobnev (RUS)     | 71e          |
| 166          | Grischa Niermann (GER)      | 55e          |
| 167          | Marc de Maar                | 125e         |
| 168          | Michael Rasmussen (DEN)     | NP-12        |
| 169          | Marc Wauters (BEL) (chrono) | AB-17        |

| Saunier Duval-Prodir SDV | Saunier Duval-Prodir SDV     | Saunier Duval-Prodir SDV |
| ------------------------ | ---------------------------- | ------------------------ |
| Num                      | Coureur                      | Pos                      |
| 171                      | Gilberto Simoni (ITA)        | 3e                       |
| 172                      | Ángel Gómez (ESP)            | 108e                     |
| 173                      | Rubén Lobato (ESP)           | 87e                      |
| 174                      | Piotr Mazur (POL) (chrono)   | AB-18                    |
| 175                      | Manuele Mori (ITA)           | 88e                      |
| 176                      | Aaron Olsen (USA)            | 148e                     |
| 177                      | Leonardo Piepoli (ITA)       | 11e                      |
| 178                      | Marco Pinotti (ITA) (chrono) | 60e                      |
| 179                      | Guido Trentin (ITA)          | 30e                      |

| Selle Italia-Serramenti Diquigiovanni CLM | Selle Italia-Serramenti Diquigiovanni CLM | Selle Italia-Serramenti Diquigiovanni CLM |
| ----------------------------------------- | ----------------------------------------- | ----------------------------------------- |
| Num                                       | Coureur                                   | Pos                                       |
| 181                                       | José Rujano (VEN)                         | AB-13                                     |
| 182                                       | José Serpa (COL)                          | 31e                                       |
| 183                                       | Wladimir Belli (ITA)                      | AB-20                                     |
| 184                                       | Sergio Barbero (ITA)                      | AB-18                                     |
| 185                                       | Alessandro Bertolini (ITA)                | AB-7                                      |
| 186                                       | Gabriele Missaglia (ITA)                  | 106e                                      |
| 187                                       | Raffaele Illiano (ITA)                    | 61e                                       |
| 188                                       | Alberto Loddo (ITA)                       | AB-16                                     |
| 189                                       | Santo Anzà (ITA)                          | 109e                                      |

| CSC | CSC                             | CSC  |
| --- | ------------------------------- | ---- |
| Num | Coureur                         | Pos  |
| 191 | Ivan Basso (ITA)                | 1er  |
| 192 | Carlos Sastre (ESP)             | 43e  |
| 193 | Nicki Sørensen (DEN)            | 77e  |
| 194 | Michael Blaudzun (DEN) (chrono) | 96e  |
| 195 | Bobby Julich (USA)              | 92e  |
| 196 | Jens Voigt (GER)                | 37e  |
| 197 | Giovanni Lombardi (ITA)         | 117e |
| 198 | Volodymyr Gustov (UKR)          | 62e  |
| 199 | Íñigo Cuesta (ESP)              | 52e  |

| Team Milram MRM | Team Milram MRM             | Team Milram MRM |
| --------------- | --------------------------- | --------------- |
| Num             | Coureur                     | Pos             |
| 201             | Alessandro Petacchi (ITA)   | NP-4            |
| 202             | Alessandro Cortinovis (ITA) | 105e            |
| 203             | Sergio Ghisalberti (ITA)    | 21e             |
| 204             | Christian Knees (GER)       | 73e             |
| 205             | Mirco Lorenzetto (ITA)      | AB-21           |
| 206             | Alberto Ongarato (ITA)      | 130e            |
| 207             | Elia Rigotto (ITA)          | 137e            |
| 208             | Fabio Sacchi (ITA)          | 63e             |
| 209             | Alessandro Vanotti (ITA)    | 69e             |

| T-Mobile TMO | T-Mobile TMO           | T-Mobile TMO |
| ------------ | ---------------------- | ------------ |
| Num          | Coureur                | Pos          |
| 211          | Scott Davis (AUS)      | 65e          |
| 212          | Serhiy Honchar (UKR)   | NP-17        |
| 213          | Matthias Kessler (GER) | 72e          |
| 214          | André Korff (GER)      | AB-7         |
| 215          | Jörg Ludewig (GER)     | 51e          |
| 216          | Olaf Pollack (GER)     | 132e         |
| 217          | Michael Rogers (AUS)   | NP-13        |
| 218          | František Raboň (CZE)  | 147e         |
| 219          | Jan Ullrich (GER)      | AB-19        |